# Hookeriopsis minutiretis
Hookeriopsis minutiretis är en bladmossart som beskrevs av Brotherus 1907. Hookeriopsis minutiretis ingår i släktet Hookeriopsis och familjen Hookeriaceae. Inga underarter finns listade i Catalogue of Life.